# Aladagudde, Chikmagalur
Aladagudde là một làng thuộc tehsil Chikmagalur, huyện Chikmagalur, bang Karnataka, Ấn Độ.